# Ишимбайская энциклопедия
Ишимбайская энциклопедия — энциклопедия, описывающая город Ишимбай и Ишимбайский район Республики Башкортостан.
Издание выпущено в научно-издательском комплексе «Башкирская энциклопедия» города Уфы, включает около 1900 статей, более 500 иллюстраций. Энциклопедия содержит информацию о географии, истории, экономике, образовании, культуре города Ишимбая и Ишимбайского района, его видных деятелях. Главное место в энциклопедии уделено городу Ишимбаю.

## Описание
656-страничная энциклопедия включает в себя около 500 иллюстраций.
Энциклопедия состоит из двух частей. В первой представлен очерк о географии, истории, экономики, образовании, культуре города Ишимбая и Ишимбайского района. Вторую часть составляют более 1900 понятийных и биографических статей, а также более 500 иллюстраций. Около 1200 статей библиографического характера, повествующие об известных людях города и района, его жителях и уроженцах. Это учёные, писатели, поэты, общественные деятели, Герои Советского Союза, Герои Социалистического Труда, кавалеры орденов Ленина, Трудового Красного Знамени, орденов Октябрьской Революции, «Знак Почёта», Трудовой Славы и др. Значительное место в издании уделяется промышленным предприятиям города, истории развития нефтедобычи в городе и районе.
Справочная часть включает библиографический указатель, списки сокращений и аббревиатур, кандидатов наук, отличников образования и здравоохранения, почётных работников образования.
«Ишимбайская энциклопедия» одна из первых опубликовала результаты работы по изучению истории исчезнувших сёл и деревень Башкортостана, которую ведут сотрудники НИК «Башкирская энциклопедия». 
в “Баймакскую энциклопедию” вошли 65 таких пунктов, в “Абзелиловскую  энциклопедию” — более 30, “Ишимбайскую энциклопедию” — более 40, “Хайбуллинскую энциклопедию” — более 30, также было включено 12 статей в энциклопедию “Газпром нефтехим Салават”.

## Создатели
Над изданием работали сотрудники научно-издательского комплекса «Башкирская энциклопедия» в составе генерального директора У. Г. Саитова и его первого заместителя К. И. Аглиуллиной. Авторское право по составлению и оформлению энциклопедии принадлежит НИК «Башкирская энциклопедия».

### Редакционная коллегия
Председатель: М. Х. Гайсин.
Заместитель председателя: Г. Г. Шагиева.
Члены: Р. М. Абдуллин, А. С. Адельметова, С. Я. Алибаева, Д. Н. Арсланов, Р. З. Бухаров, А. Ф. Гареева, Ю. Ю. Гарифуллин, Г. И. Гильманова, Р. И. Загидуллин, Л. И. Занилова, Р. Ш. Зиннатуллина, И. И. Зулькарнаева, Р. А. Ибатуллин, В. Л. Игнатьев, В. Г. Исхаков, Д. Д. Курбанов, А. М. Кутушев, Т. М. Некрасова, С. А. Никитин, М. М. Сабанчин, А. М. Сагадеев, Т. Н. Сагитов, А. Ф. Умитбаев, А. Г. Файзуллин.

### Редакторы от НИК «Башкирская энциклопедия»
Временный творческий коллектив: руководитель А. В. Корочкина, редакторы кандидат ветеринарных наук О. А. Караванова, З. Е. Клысова, кандидат исторических наук Т. Р. Кривоносова, Б. Н. Латыпов, Р. А. Мухаметова, А. Н. Сакаева, кандидат филологических наук Н. М. Сиражитдинова, А. А. Сухогузов, З. Ф. Улямаева, Л. А. Хуснуллина, З. З. Шайдуллина, Л. И. Шарапова.
Отдел методического и литературного контроля: главный редактор энциклопедических изданий Р. Х. Хасанова, шеф-редакторы Э. Р. Булатова, Р. Р. Нургалиева, научный редактор А. З. Курбанова, редакторы Г. А. Бикташева, Г. А. Гайсина, Г. Р. Умутбаева, Е. А. Шестерякова, библиограф А. У. Салимова.
Отдел художественно-технического оформления: заведующая А. Г. Зарипова, технический редактор М. М. Мустафин, художественные редакторы Л. Р. Валеева, Р. М. Рамазанов, Г. М. Фатихова, операторы компьютерной вёрстки Д. С. Гималова, Д. Н. Махмутова, корректоры М. Ф. Ахкамова, Р. М. Ахмедьянова, Ю. Н. Муфазалова.

### Авторы статей
Доктор геолого-минералогических наук Р. Ф. Абдрахманов, Ф. М. Аккулова, М. М. Годбодь, В. Л. Игнатьев, Ф. А. Кадыров, И. К. Козин, кандидат исторических наук И. В. Кучумов, Д. В. Никулочкин, кандидат филологических наук Л. Ф. Сахибгареева, доктор филологических наук Р. А. Султангареева, кандидат биологических наук С. С. Хайретдинов.
В работе над изданием также принимали участие Г. У. Аллабирдина, З. А. Байчурина, Р. И. Вахрушина, В. Ш. Галимова, Р. А. Гумеров, Г. У. Кабирова, О. К. Каримова, Р. М. Сакаева, З. В. Терехова, Т. Т. Шагиева.